# بيتر ج. بولر

## بيتر ج. بولر

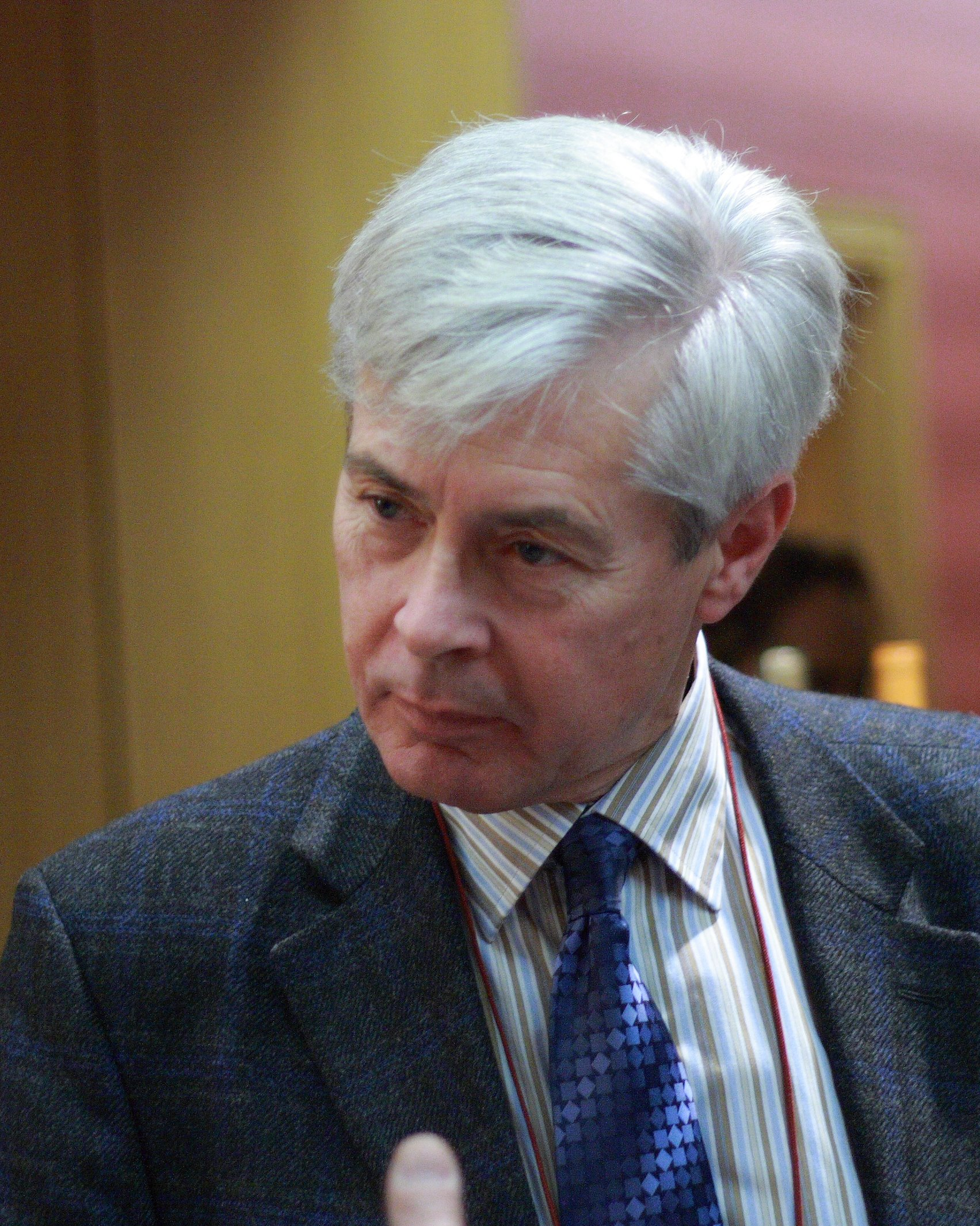
بيتر ج. بولر في اجتماع جمعية تاريخ العلوم لعام 2007

بيتر ج. بولر (من مواليد 8 أكتوبر 1944) هو مؤرخ في علم الأحياء FBA كتب على نطاق واسع عن تاريخ الفكر التطوري، وتاريخ العلوم البيئية، وتاريخ علم الوراثة. يُعد كتابه الذي صدر عام 1984 بعنوان "التطور: تاريخ فكرة" كتابًا دراسيًا قياسيًا عن تاريخ التطور؛ جاءت نسخة الذكرى السنوية الخامسة والعشرين في عام 2009. كتابه عام 1983 كسوف الداروينية: نظريات التطور المناهضة للداروينية في العقود حوالي عام 1900 يصف (في عبارة جوليان هكسلي) الهيمنة العلمية للنظريات التطورية الأخرى التي دفعت الكثيرين إلى التقليل من أهمية الانتقاء الطبيعي، في أول كتاب له. جزء من القرن العشرين قبل التوفيق بين علم الوراثة والانتقاء الطبيعي في التركيب الحديث.

## حياته
يحمل بيتر بولر درجة البكالوريوس من جامعة كامبريدج، والماجستير من جامعة ساسكس، والدكتوراه من جامعة تورونتو. في السبعينيات قام بالتدريس في كلية العلوم الإنسانية، جامعة العلوم الماليزية، بينانغ. وهو حاليا أستاذ في تاريخ العلوم في جامعة كوينز بلفاست، وهو زميل منتخب في الجمعية الأمريكية لتقدم العلوم وعضو مناظر في الأكاديمية الدولية لتاريخ العلوم. كان رئيسًا للجمعية البريطانية لتاريخ العلوم من عام 2004 إلى عام 2006.
تتمثل اهتماماته الحالية في تطور الداروينية وآثارها، وتاريخ العلوم البيئية، والعلوم والدين (خاصة القرن العشرين)، وكتابة العلوم الشعبية. تدور الأبحاث الحالية حول إنتاج الأدبيات العلمية الشعبية في بريطانيا في أوائل القرن العشرين، مع التركيز بشكل خاص على الدور الذي لعبه العلماء المحترفون. يناقش بولر محاولات علماء العصر الفيكتوري لتعزيز العلوم من أجل الفهم العام وزيادة إمكانية الوصول إلى الأعمال العلمية الشعبية.
انتقد بولر نظرية الخلق في أيرلندا الشمالية. لقد ظهر في الإذاعة المحلية، بما في ذلك مقابلات مع ويليام كراولي في برنامجي راديو بي بي سي أولستر TalkBack و Sunday Sequence حيث دافع عن التطور وسلط الضوء على الطبيعة غير العلمية للخلق.

## منشوراته
- الحفريات والتقدم: علم الحفريات وفكرة التطور التقدمي في القرن التاسع عشر (1976).
- نظريات التطور البشري: قرن من الجدل، 1844-1944 (وايلي بلاكويل 1987).
- الثورة المندلية: ظهور المفاهيم الوراثية في العلوم والمجتمع الحديث (الاستمرارية الدولية ، Athlone، 1989).[11]
- اختراع التقدم: الفيكتوريون والماضي (وايلي بلاكويل، 1989).
- الثورة غير الداروينية: إعادة تفسير أسطورة تاريخية (مطبعة جامعة جونز هوبكنز، الطبعة الجديدة، 1988).[12]
- كسوف الداروينية: نظريات التطور المناهضة للداروينية في العقود حوالي عام 1900 (مطبعة جامعة جونز هوبكنز، 1983).
- تاريخ فونتانا للعلوم البيئية (مطبعة فونتانا، 1992).
- علم الأحياء والفكر الاجتماعي: 1850-1914: خمس محاضرات ألقيت في المدرسة الصيفية الدولية في تاريخ العلوم أوبسالا، يوليو 1990 (جامعة كاليفورنيا، 1993).
- تشارلز داروين: الرجل وتأثيره (كامبريدج، 1996).
- دراما الحياة الرائعة: علم الأحياء التطوري وإعادة بناء أسلاف الحياة، 1860-1940 (شيكاغو، 1996).
- التوفيق بين العلم والدين: الجدل في بريطانيا في أوائل القرن العشرين (شيكاغو، 2001).
- "شبح الداروينية: الصور الشعبية للداروينية في أوائل القرن العشرين في بريطانيا" في أبيجيل لوستيج، روبرت ج. ريتشاردز ومايكل روس (محرران)، الهرطقات الداروينية (كامبريدج، 2004).
- (مع آي آر موروس) صنع العلم الحديث: دراسة تاريخية (شيكاغو، 2005).
- "الخبراء والناشرون: كتابة العلوم الشعبية في أوائل القرن العشرين في بريطانيا" في المجلة البريطانية لتاريخ العلوم ، التاسع والثلاثون (2006).
- محاكمات القرود ومواعظ الغوريلا؛ التطور والمسيحية من داروين إلى التصميم الذكي (مطبعة جامعة هارفارد، 2007).
- “أصالة داروين”، في العلوم (9 يناير 2009: المجلد 323. رقم 5911، ص.223 - 226).[13]
- التطور: تاريخ فكرة (الطبعة الرابعة، كاليفورنيا، 2009).
- العلم للجميع: تعميم العلوم في بريطانيا في أوائل القرن العشرين (شيكاغو، 2009).
- سؤال وجواب داروين: خارج السجل (مع مقدمة بقلم ريتشارد دوكينز ) (دنكان بيرد، 2010).
- داروين محذوف: تخيل عالم بدون داروين (مطبعة جامعة شيكاغو، 2013).
- تاريخ المستقبل: أنبياء التقدم من إتش جي ويلز إلى أسيموف (مطبعة جامعة كامبريدج، 2017).|